# 新基辅卡 (克特里萨尼夫卡市镇)
47°57′34″N 32°8′8″E / 47.95944°N 32.13556°E

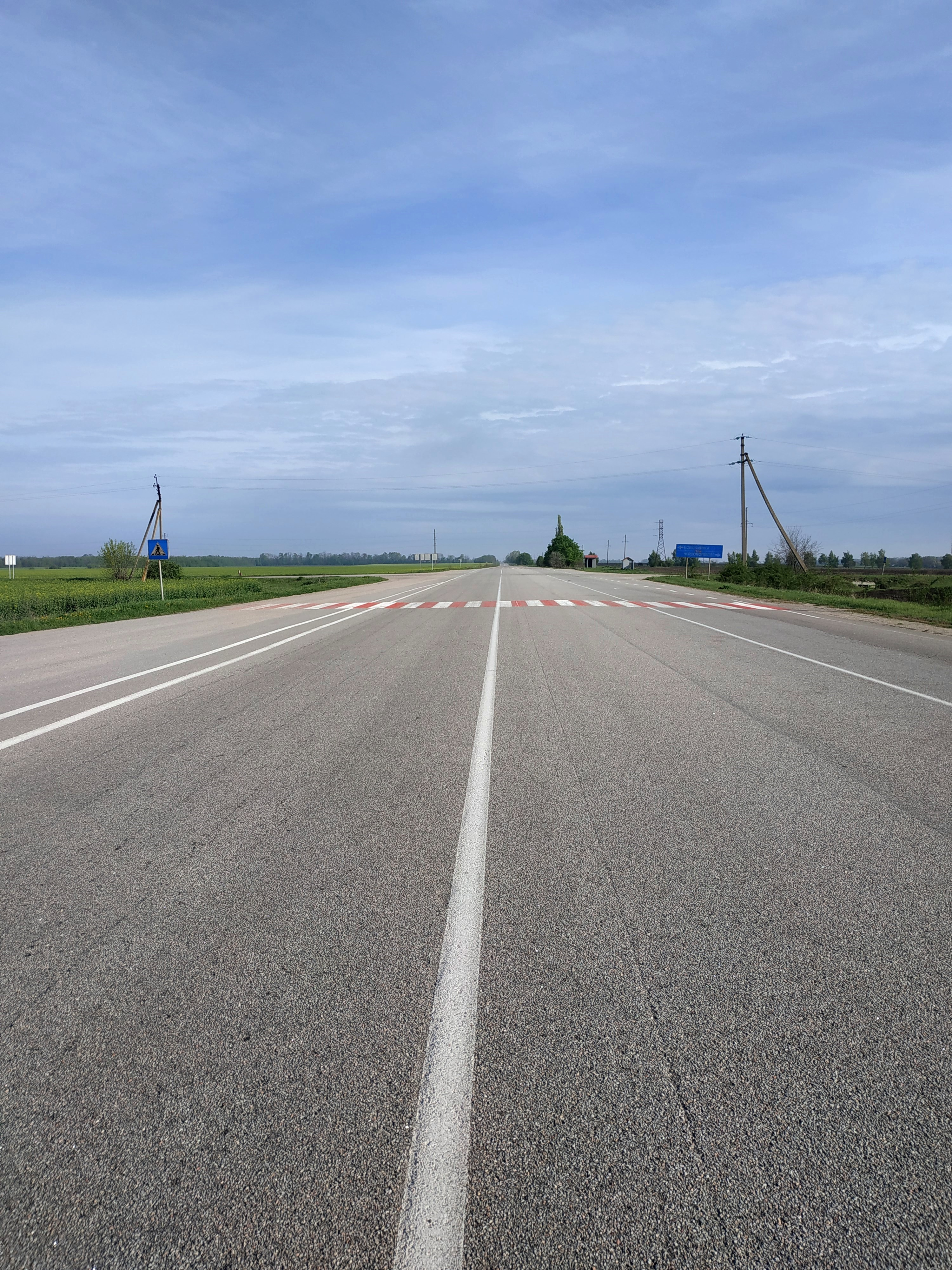
村口的公路

新基辅卡（烏克蘭語：Новокиївка），是烏克蘭中部基洛夫格勒州克罗皮夫尼茨基区克特里萨尼夫卡市镇内的村落。面積0.6平方公里，海拔高度149米，2001年人口143，人口密度每平方公里236.8人。